# Ambrym

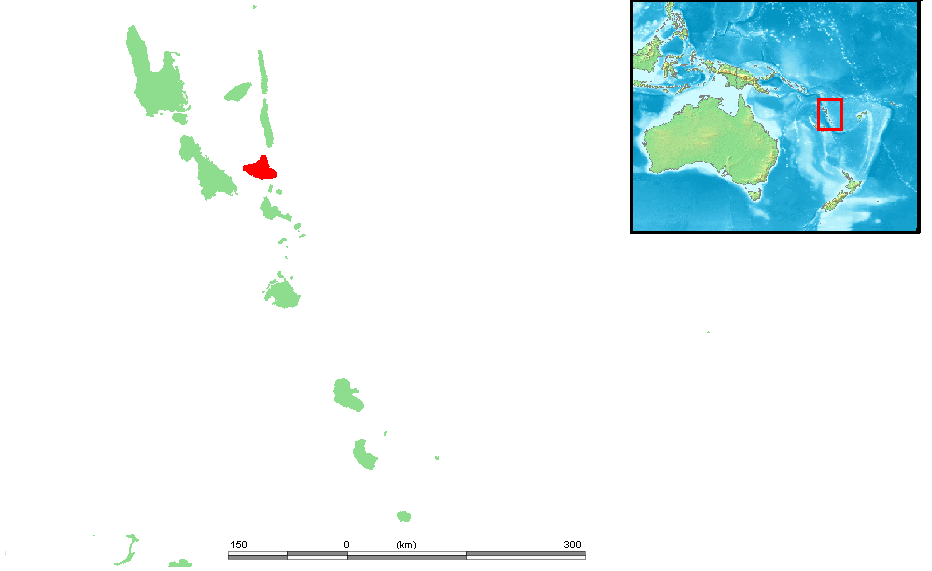
Vanuatu - Ambrym.

Ambrym é uma ilha situada na província de Malampa, em Vanuatu. Com 677,7 km², Ambrym é a quinta maior ilha do país. Possui aproximadamente 10.000 habitantes.